# Цемиц
Це́миц (нем. Zemitz) — община в Германии, в земле Мекленбург-Передняя Померания.

## Географическое положение
Цемиц расположен шестью километрами северо-западнее Лассана, шестью километрами юго-юго-западнее Вольгаста и отдалён от Грайфсвальда на 25 километров в юго-восточном направлении. На территории общины находятся несколько озёр и небольших лесков.

## История
Первые упоминания о поселении на территории современного Цемица относятся к 1504 году в то время как поселение Зекериц было основано в 1319 году. Селение Хоензее было впервые упомянуто в 1451 году, а Бауер в 1320 году. Тем не менее скорее всего старейшим поселением является Верланд, впервые упомянутый лишь в 1626 году, церковь которого однако была построена в XII веке.
После окончания тридцатилетней войны Цемиц перешёл под шведское господство, а с 1720 года входил в состав Пруссии. После окончания второй мировой войны Цемиц вместе со всей Передней Померанией являлся частью ГДР, а с 1990 года вошёл в состав федеральной земли Мекленбург-Передняя Померания.

## Административное деление
Цемиц входит в состав района Восточная Передняя Померания. До 1 января 2005 года община входила в состав управления «Вольгаст-Ланд» (нем. Amt Wolgast-Land), но настоящее время подчинена управлению «Ам Пенестром» (нем. Amt Am Peenestrom), со штаб-квартирой в Вольгасте.
Идентификационный код субъекта самоуправления — 13 0 59 104.
Площадь, занимаемая административным образованием Цемиц, составляет 30,96 км².
В настоящее время община подразделяется на пять сельских округов.
- Верланд-Бауэр (нем. Wehrland-Bauer)
- Зекеритц (нем. Seckeritz)
- Негенмарк (нем. Negenmark)
- Хоензее (нем. Hohensee)
- Цемиц (нем. Zemitz)

## Население
По состоянию на 29 июня 2006 года население общины составило 881 человек.
Средняя плотность населения таким образом равна 28 человек на км².

## Транспорт
Цемиц находится в отдалении от крупных автомобильных и железнодорожных магистралей. Так шестью километрами севернее общины проходит федеральная дорога 111 (нем. Bundesstraße 111 (B 111)), десятью километрами западнее федеральная дорога 109 (нем. Bundesstraße 109 (B 109)), а девятью километрами южнее федеральная дорога 110 (нем. Bundesstraße 110 (B 110)).
Сеть автодорог с твёрдым покрытием соединяют Цемиц с Вольгастом, Лассаном и Анкламом.